# Universidad de Deusto
La Universidad de Deusto (en euskera Deustuko Unibertsitatea) es una universidad privada regida por la Compañía de Jesús, con dos campus, uno en el distrito de Deusto de la ciudad de Bilbao, y otro en San Sebastián, País Vasco (España). 
Actualmente su rector es Juan José Etxeberria, nombrado en mayo de 2023 en sustitución del anterior, José María Guibert Ucín, tomando posesión del cargo el 11 de julio.
Es la universidad privada española más antigua, y una de las más prestigiosas y conocidas. Según el estudio "U-Ranking" elaborado por el Instituto Valenciano de Investigaciones Económicas (IVIE) y la Fundación BBVA en 2015, la Universidad de Deusto es el líder en el ámbito de la docencia entre las principales universidades españolas.

## Historia

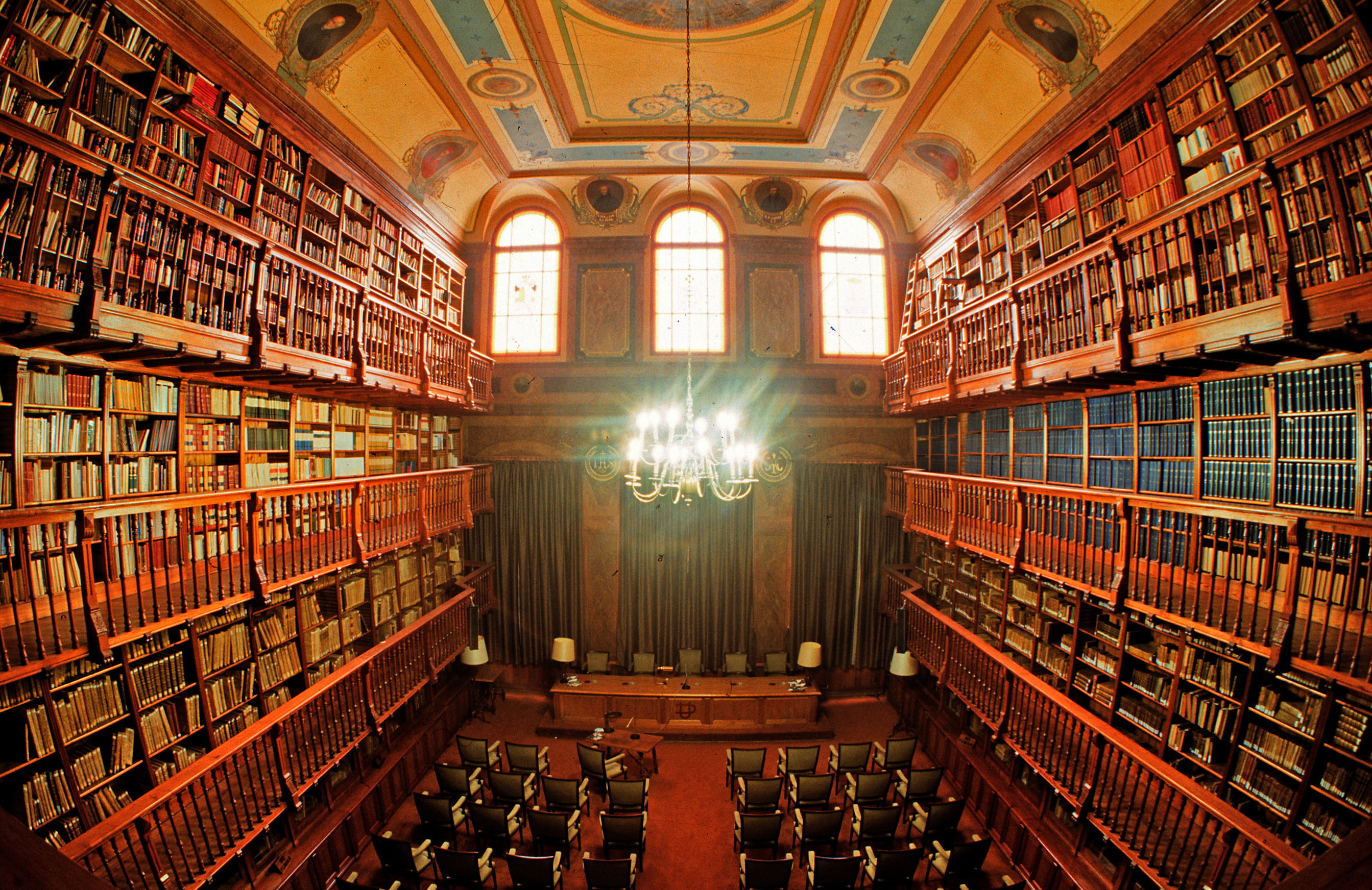
Antigua biblioteca en La Comercial.

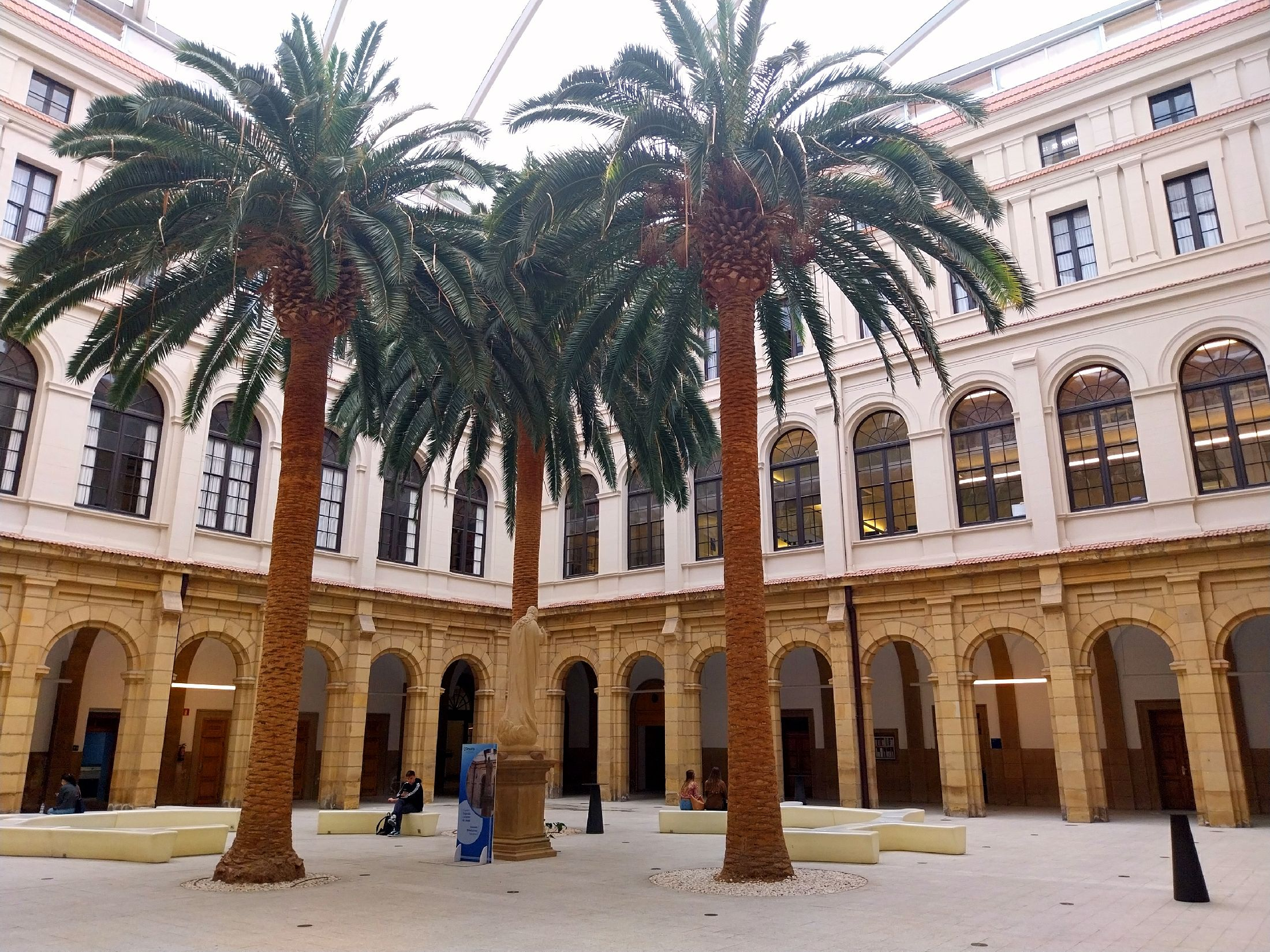
Uno de los claustros de La Literaria

Fue fundada en 1886 por la Compañía de Jesús como Universidad de la Iglesia de Deusto. Su creación tuvo como objetivo dotar al País Vasco de un centro universitario propio en un momento de expansión económica e industrial. Por este motivo se eligió como sede Bilbao, cuyo puerto y áreas comerciales habían experimentado un importante desarrollo desde mediados del siglo XIX. Desde su fundación la universidad ha contribuido al desarrollo industrial de la región del Gran Bilbao, así como del País Vasco en su conjunto.
Una de las facultades de mayor proyección nacional es la que se conoció como "Universidad Comercial de Deusto", que comienza su andadura en 1916. Los alumnos de la primera promoción se graduaron en una titulación propia que se adelantó veinticinco años al reconocimiento oficial en España de los estudios en Ciencias Económicas. Durante la Segunda República, y debido a la disolución de la Compañía de Jesús y confiscación de sus propiedades en España en 1932, la universidad es cerrada y reabre tras el fin de la Guerra Civil. Durante la contienda, tras la caída de Bilbao a manos del bando sublevado, en junio de 1937 sus instalaciones pasan a formar la parte central y permanente de un campo de concentración franquista que permanecerá activo hasta diciembre de 1939.
La universidad se extiende a Guipúzcoa en 1956 con la apertura del Escuela Superior de Técnicos de Empresa en San Sebastián.
El curso 2011-2012 se celebró el 125 aniversario con diversos actos académicos y festivos. La apertura del año académico fue presidida por el canciller de la Universidad Adolfo Nicolás Pachón.
En 2018, la Universidad de Deusto, tras llegar a un acuerdo de colaboración con el centro educativo Egibide, inauguró su sede de Vitoria, que se sitúa en el edificio del instituto Arriaga de la capital alavesa. Con su apertura, la universidad cumplió con su objetivo de estar presente en las tres provincias de la comunidad autónoma del País Vasco. Sin embargo, el 8 de febrero de 2025 se dio a conocer que Deusto eliminaba su oferta universitaria en Vitoria tras siete años por la escasez de alumnos. La universidad jesuita se marchaba al no poder ofrecer una «experiencia universitaria integral» de la mano de Egibide.

## Campus

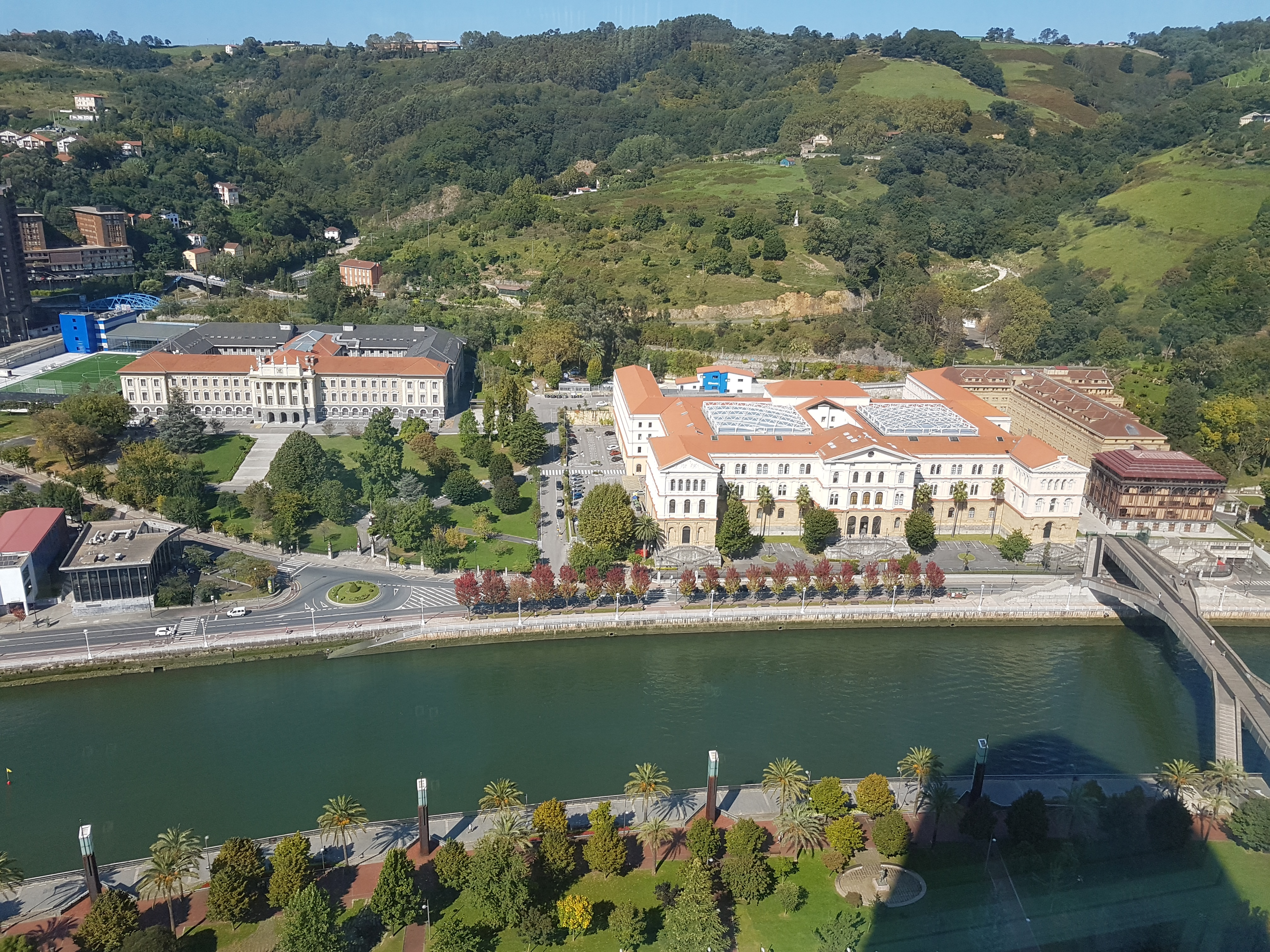
Vista panorámica de toda la universidad con sus diferentes facultades del campus de Bilbao desde la torre Iberdrola.

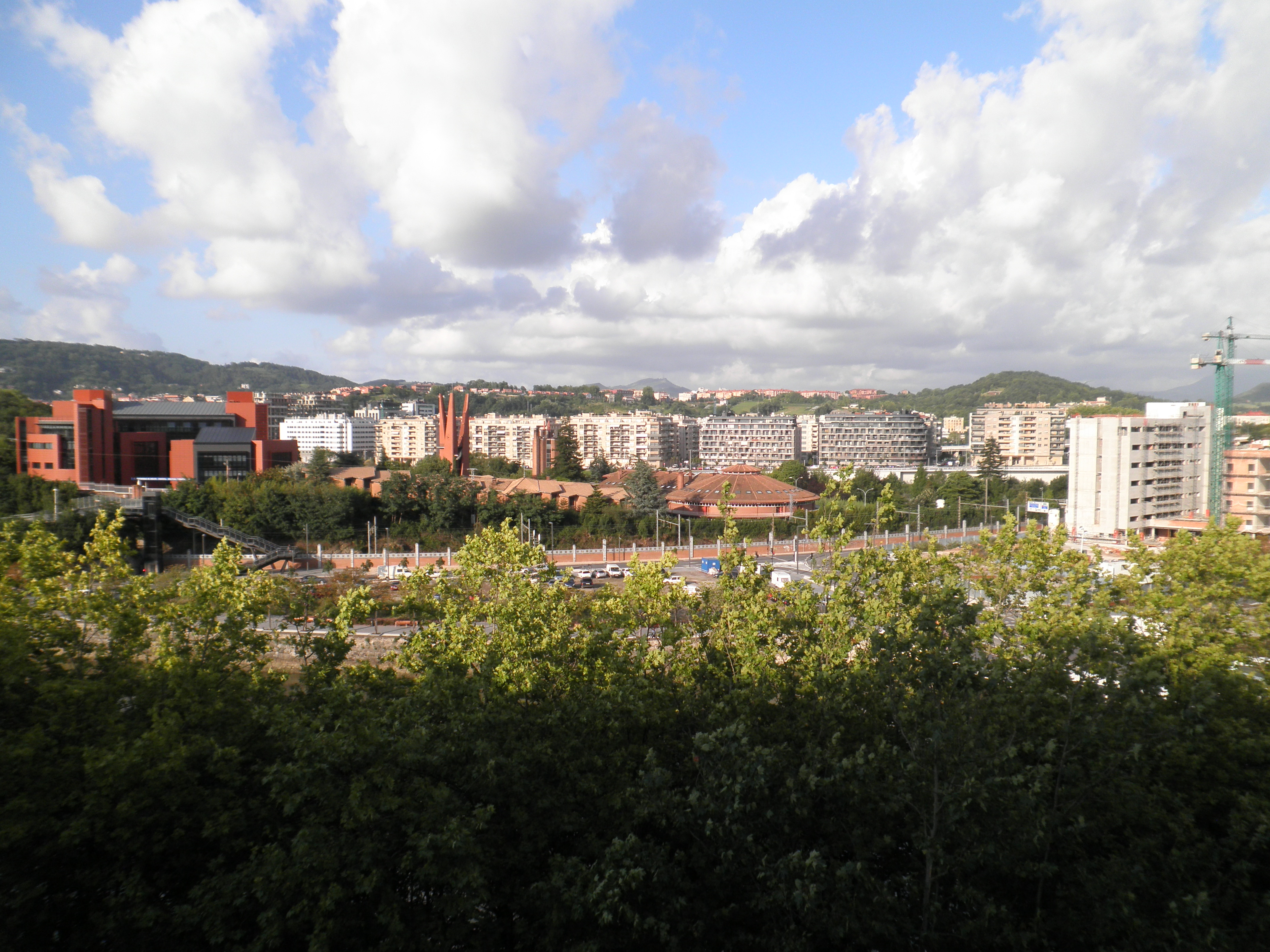
Vista del campus de San Sebastián.

La Universidad de Deusto tiene dos campus, uno en Bilbao (Vizcaya) y otro en San Sebastián (Guipúzcoa).

### Edificios representativos
El Campus de Bilbao se compone de varios edificios, entre ellos:
- El edificio de La Literaria, el más antiguo, donde se imparten los estudios de Derecho, con título propio de Especialidad Económica.
- El edificio de La Comercial fundado por la Fundación Vizcaína Aguirre, en el cual se encuentra la Deusto Business School.
- El edificio del Centenario (anexo a la Literaria), donde se imparten estudios de Ciencias de la Educación, las carreras de Educación Social y Psicología, así como los estudios de Filología e Historia.
- El edificio de la Facultad de Ingeniería, dedicado a alumnos de estudios de Nuevas Tecnologías, como Ingeniería en Informática, Telecomunicaciones, Automática y Electrónica, y Organización Industrial.
- Y por último, el Centro de Recursos de Aprendizaje e Investigación (CRAI) (Rafael Moneo), sede de la biblioteca de la universidad, junto al Museo Guggenheim.

## Centros docentes
La universidad tiene 7 facultades y escuelas:
- Facultad de Derecho.
- Facultad de Teología, transferida desde el Colegio Máximo de Oña en 1967.[13][14]
- Facultad de Ingeniería.
- Deusto Business School.
- Facultad de Educación y Deporte.
- Facultad de Ciencias Sociales y Humanas, creada oficialmente en 2009 como resultado de la fusión de 17 centros académicos.
- Facultad de Ciencias de la Salud. Incluye los grados de Psicología y los de Medicina y Fisioterapia. El 31 de octubre de 2019 se ratificó que la Universidad de Deusto había logrado el informe favorable de la agencia Unibasq, encargada de autorizar la apertura de nuevas carreras, para poner en marcha su facultad de medicina en el campus de Bilbao durante el curso 2020-2021.[15][16] El 11 de septiembre de 2020, la universidad presentó la primera promoción.[17]

## Grupos de investigación

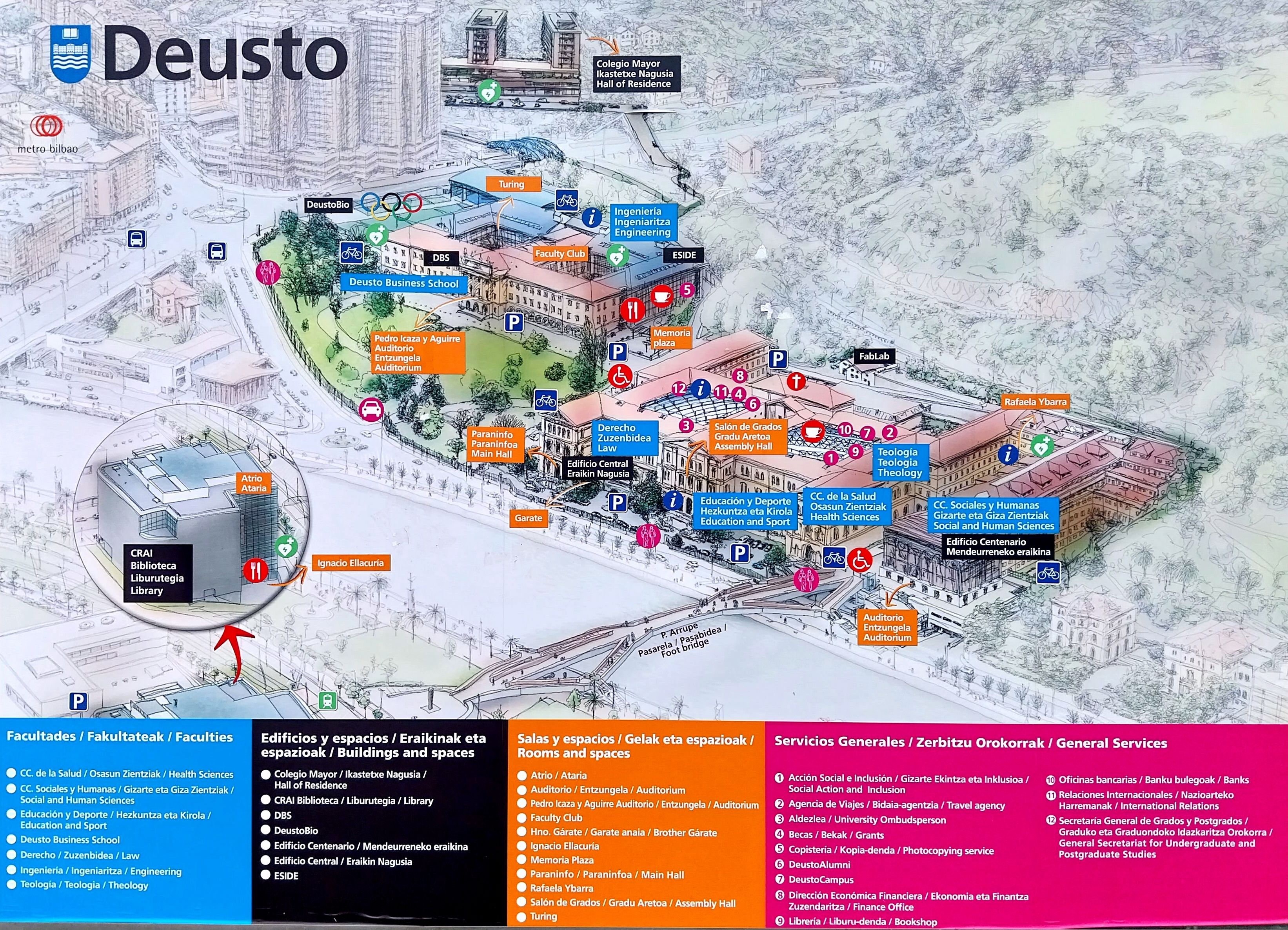
Plano de edificios de la Universidad de Deusto en el Campus de Bilbao

Entre los grupos de investigación de esta universidad destacan:
- Análisis de los Valores Sociales
- Competitividad Empresarial y Desarrollo Económico
- Desarrollo de Competencias y Valores
- Deusto Institute of Technology - DeustoTech
- Ética Aplicada a la Realidad Social
- Innova: Innovación y Evaluación en la Educación Superior
- Integración Europea
- iScience: Internet y Sciencia
- Labpsico
- La Comunitarización del Derecho Privado
- Retos Sociales y Culturales de un Mundo en Transformación
- Vulnerabilidad Cognitiva y Estrés, entre otros.
- Neuro-e-Motion: Enfermedades neuromusculares y del neurodesarrollo.

## Deportes
La Universidad de Deusto dispone de instalaciones deportivas propias (fútbol, baloncesto, tenis, etc.) en los que se organizan campeonatos amateur e interuniversitarios. Además, Deusto participa anualmente en la Regata Ingenieros-Deusto.

## Servicio de Publicaciones

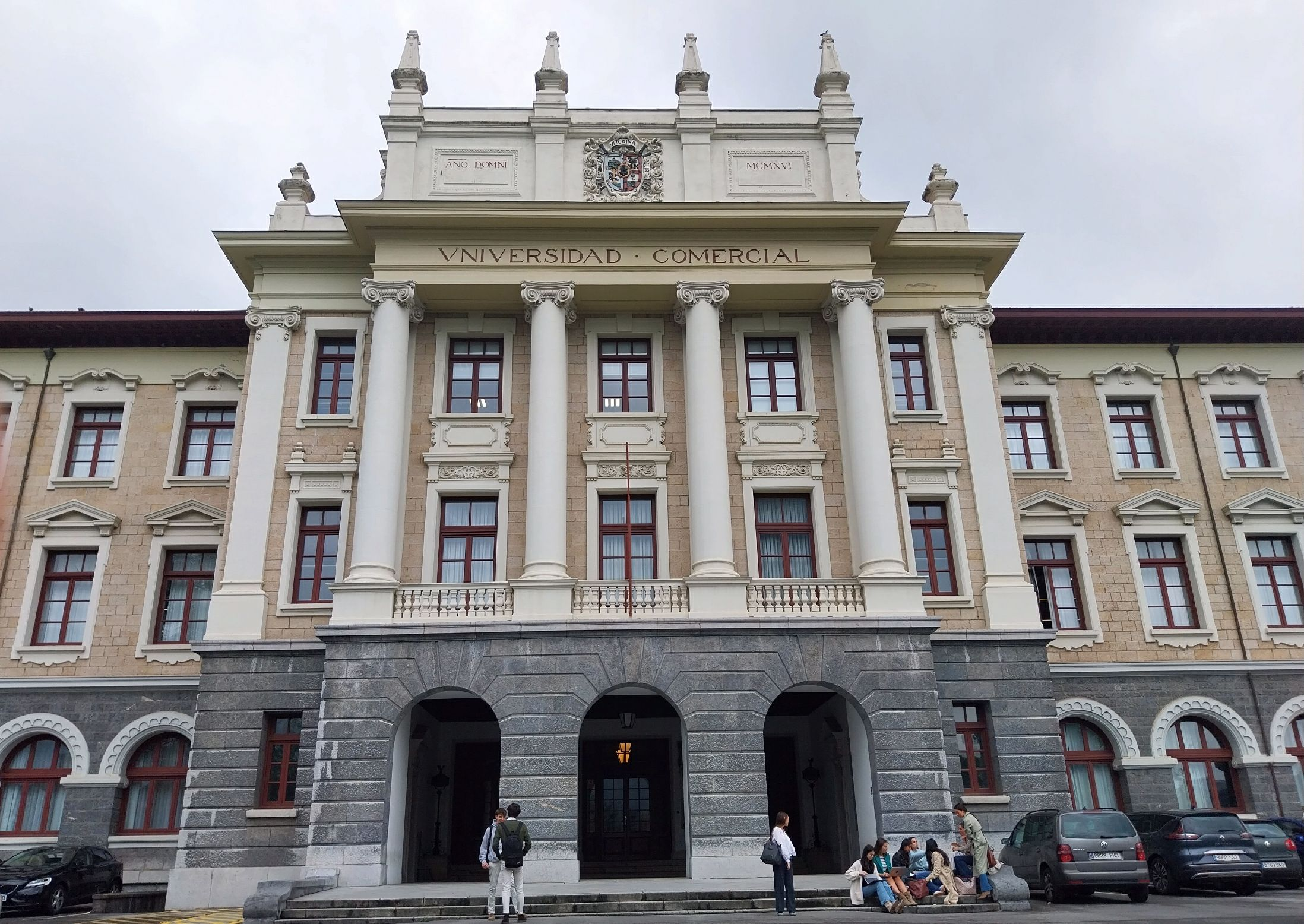
Edificio La Comercial, sede de la Deusto Business School

El Servicio de Publicaciones de la Universidad de Deusto es miembro del Gremio de Editores de Euskadi y de la Unión de Editoriales Universitarias Españolas. En 2007 fue galardonado con el Premio Nacional de Edición Universitaria 2007 al "Mejor Catálogo de Publicaciones". Sus publicaciones se agrupan en seis series, cada una de ellas identificada con un color:
- Serie verde: obras de Filosofía, Psicología, Pedagogía, Historia, Letras, Lingüística, Arqueología, Teología y los temas relacionados con Euskal Herria.
- Serie granate: manuales, textos y materiales de consulta relacionados con el Derecho, editados en castellano y en euskera, y las Ciencias Sociales.
- Serie amarilla: trabajos de Economía e Ingeniería.
- Serie azul: obras relacionadas con la Ética, las Drogodepencias, la Ayuda Humanitaria y los Derechos Humanos, así como las reflexiones fruto de los encuentros desarrollados en el seno del Fórum Deusto
- Serie negra: serie dedicada a las Humanidades, entendidas en un sentido amplio que aglutina temas tan diversos como el arte, la publicidad, el cómic, la responsabilidad social empresarial y los medios de comunicación.
- Serie gris: trabajos sobre Ocio y Migraciones, materiales didácticos y publicaciones periódicas, así como trabajos que por la temática abordada no encuentran acomodo en los apartados anteriores.

Entre las obras incluidas en el catálogo editorial de la Universidad de Deusto se encuentran el Nuevo diccionario etimológico Latín-Español y de las voces derivadas de Santiago Segura Mungía; el Diccionario de Hermenéutica de Andrés Ortiz-Osés o Pensamiento Político Contemporáneo de Demetrio Velasco.

## Integrantes

### Rectores

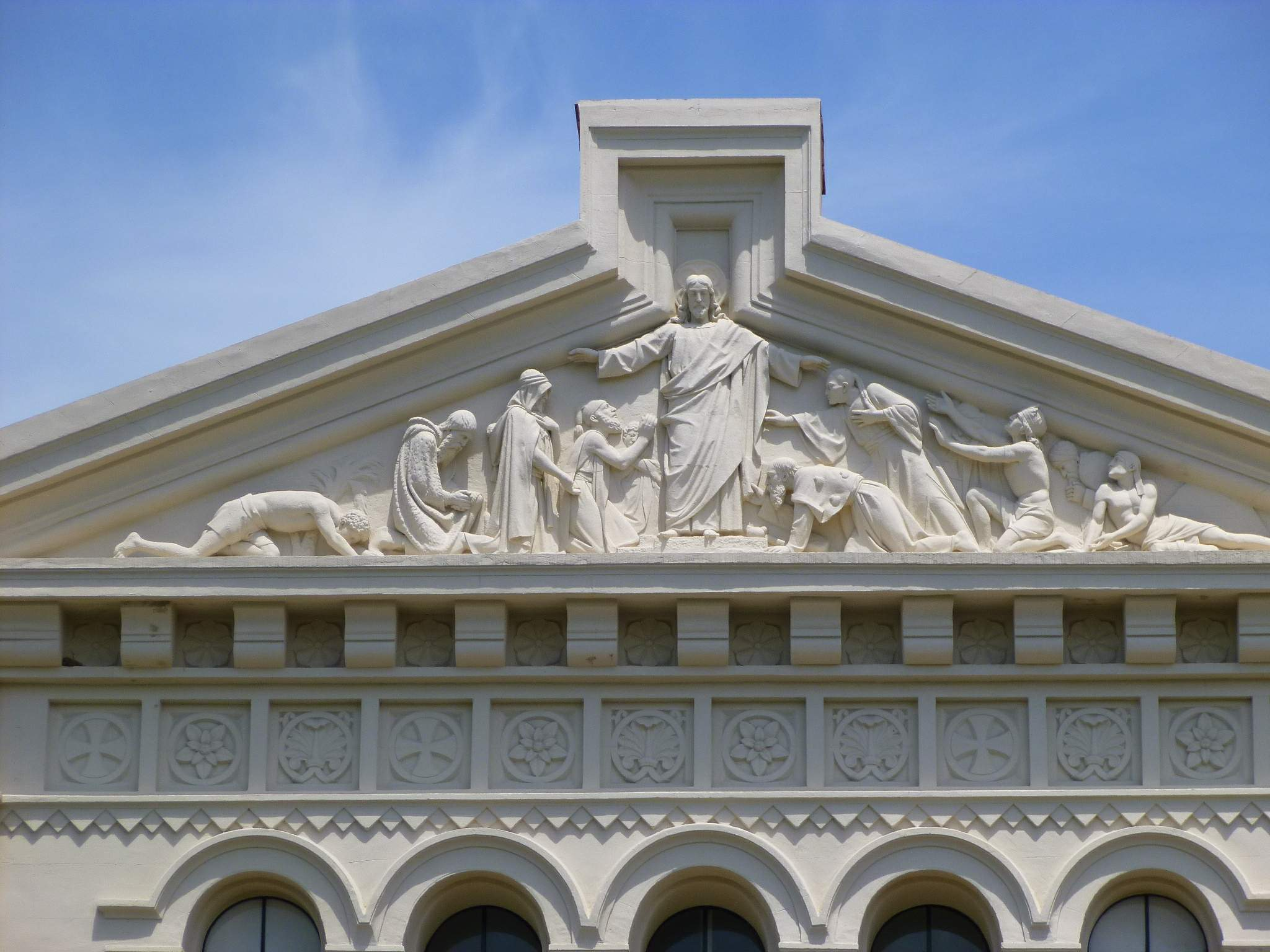
Detalle del frontispicio del edificio Central, La Literaria.

El rector es la máxima autoridad dentro de la universidad. El primer rector de la Universidad de Deusto fue Luis Martín García (curso 1885-86). Los últimos rectores en ocupar el puesto han sido:
- 1971-1975: Pere Ferrer Pi.
- 1975-1977: Alberto Dou Mas de Xaxàs.
- 1977-1986: Dionisio Aranzadi Telleria.
- 1986-1996: Jesús María Eguiluz Ortuzar.
- 1996-2003: José María Abrego de Lacy.
- 2003-2013: Jaime Oraá Oraá.
- 2013-2023: José María Guibert Ucín.
- 2023-actualidad: Juan José Etxeberria Sagastume.